# Rumen Goranov
Rumen Goranov, de son nom complet Rumyancho Goranov Radev (en bulgare : Румянчо Горанов Радев) est un footballeur international bulgare né le 17 mars 1950 à Pleven. Il évoluait au poste de gardien de but.

## Biographie

### En club
Avec le club du Lokomotiv Sofia, il dispute 4 matchs en Coupe d'Europe des clubs champions lors de la saison 1978-1979.
Son palmarès en club est constitué d'un championnat de Bulgarie, de deux Coupes de Bulgarie, d'un championnat de Chypre et enfin d'une Coupe de Chypre.

### En équipe nationale
International bulgare, il reçoit 34 sélections entre 1971 et 1979.
Il joue son premier match en équipe nationale le 17 novembre 1971 contre la Grèce et son dernier le 17 octobre 1979 contre l'Irlande. 
Il fait partie de l'équipe bulgare lors de la Coupe du monde 1974 organisée en Allemagne. Il joue deux matchs lors de la compétition : contre la Suède et l'Uruguay.
Lors de l'année 1979, il est capitaine de la sélection bulgare, à l'occasion de ses deux derniers matchs avec la Bulgarie.

## Carrière
- 1967-1970 :  Spartak Pleven
- 1970-1971 :  Levski Sofia
- 1971-1982 :  Lokomotiv Sofia
- 1982-1989 :  APOEL Nicosie

## Palmarès

### En club
Avec le Levski Sofia:
- Vainqueur de la Coupe de Bulgarie en 1971

Avec le Lokomotiv Sofia:
- Champion de Bulgarie en 1978
- Vainqueur de la Coupe de Bulgarie en 1982

Avec l'APOEL :
- Champion de Chypre en 1986
- Vainqueur de la Coupe de Chypre en 1984

### Distinction personnelle
- Élu meilleur footballeur bulgare de l'année en 1978